# Aischrocrania aldrichi
Aischrocrania aldrichi är en tvåvingeart som beskrevs av Friedrich Georg Hendel 1927. Aischrocrania aldrichi ingår i släktet Aischrocrania och familjen borrflugor. Inga underarter finns listade i Catalogue of Life.